# AŠK Split
Akademski športski klub Split bio je hrvatski nogometni klub iz Splita. Djelovao je prije Drugog svjetskog rata. 

## Poznati igrači
- Hrvoje Čulić, vratar, poslije poznati košarkaški trener
- Slavko Arneri, vratar